# عمر عبد الملك
عمر عبد الملك فالح مواليد 23 فبراير 1997، هو لاعب كرة قدم سعودي يلعب كحارس مرمى لعب سابقاً في نادي الوشم.